# Chorwacka Partia Ludowa – Liberalni Demokraci

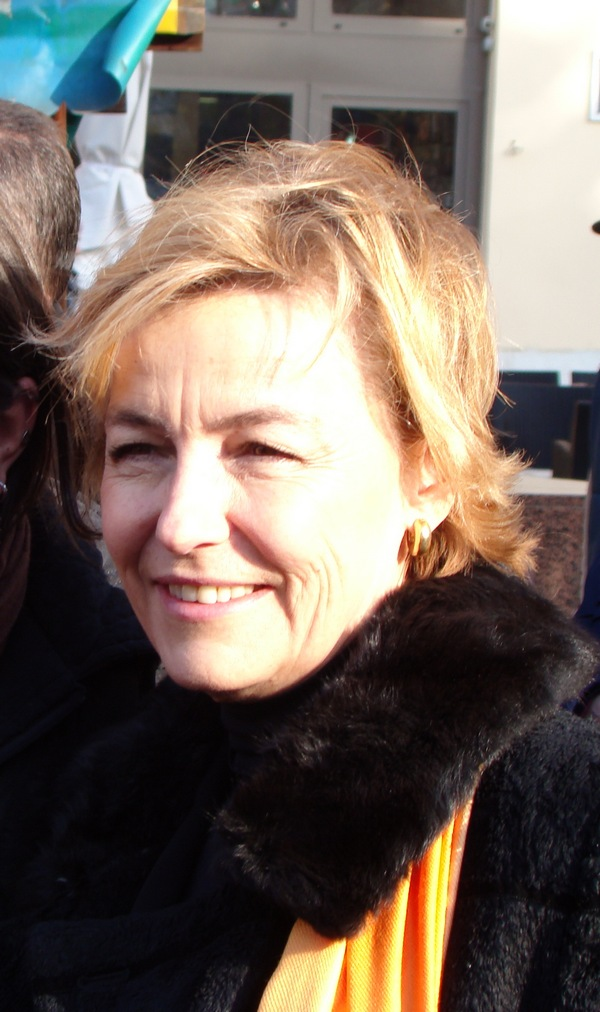
Vesna Pusić

Chorwacka Partia Ludowa – Liberalni Demokraci (chorw. Hrvatska narodna stranka – liberalni demokrati, HNS-LD) – chorwacka partia polityczna o profilu centrolewicowym i socjalliberalnym, działająca od 1990. Ugrupowanie należy do Partii Porozumienia Liberałów i Demokratów na rzecz Europy.

## Historia
Chorwacka Partia Ludowa powstała w okresie przemian politycznych na przełomie lat 80. i 90. Jej inicjatorami byli tzw. liberalni komuniści i uczestnicy Chorwackiej Wiosny z 1971 – Savka Dabčević-Kučar i Miko Tripalo. Ugrupowanie odwołało się do tradycji Partii Ludowej utworzonej jeszcze w XIX wieku na terenie Chorwacji. Pierwszy samodzielny start w wyborach parlamentarnych w 1992 przyniósł ludowcom 6 mandatów, w kolejnych wyborach (1995 i 2000) współtworzyli szerokie listy koalicyjne, uzyskując jednak jedynie pojedyncze mandaty. Pozycja HNS wzrosła, gdy działacz tej partii Stjepan Mesić wygrał w 2000 wybory prezydenckie. Pomiędzy 2000 i 2003 HNS współtworzyła dwa kolejne gabinety, na czele których stał Ivica Račan. W kolejnych wyborach krajowych partia zwiększyła swoje poparcie, jednak przeszła do opozycji.
W 2005 Chorwacką Partię Ludową zasiliła Partia Liberalnych Demokratów (LIBRA), którą założył trzy lata wcześniej były minister obrony Jozo Radoš wraz z grupą działaczy Chorwackiej Partii Socjalliberalnej. W 2010 ludowcy weszli skład sojuszu wyborczego, nazwanego później Koalicją Kukuriku. Koalicja ta zwyciężyła w wyborach w 2011.
Liberałowie współtworzyli przez całą czteroletnią kadencję rząd Zorana Milanovicia. W 2012 ich lider Radimir Čačić został prawomocnie skazany przez sąd odwoławczy na Węgrzech na bezwzględną karę pozbawienia wolności za spowodowanie w 2010 wypadku drogowego, w którym zginęły dwie osoby. Przewodniczącą partii została ponownie Vesna Pusić. Zwolennicy wykluczonego z szeregów HNS-LD Radimira Čačicia w 2014 powołali nowe ugrupowanie pod nazwą Partia Ludowa – Reformatorzy.
Chorwacka Partia Ludowa kontynuowała natomiast współpracę z socjaldemokratami, tworząc nową koalicję wyborczą pod nazwą Chorwacja Rośnie, która zajęła drugie miejsce w wyborach parlamentarnych w 2015. Ugrupowania te wspólnie startowały również w wyborach w 2016.
W czerwcu 2017 ludowcy zdecydowali się na wejście do koalicji rządzącej z centroprawicową Chorwacką Wspólnotą Demokratyczną. Negocjacje koalicyjne doprowadziły do kryzysu w partii. Sprzeciwiały się nim m.in. Vesna Pusić i Anka Mrak-Taritaš, które opuściły HNS-LD. Popierający porozumienie Ivan Vrdoljak zrezygnował z funkcji przewodniczącego, powrócił jednak na nią pół roku później. W 2020 HNS-LD pod własnym szyldem uzyskała w skali kraju 1 mandat poselski. Partia zapowiedziała swoje dalsze wsparcie dla Andreja Plenkovicia, premiera i lidera HDZ, nie wprowadzając ministrów do nowego rządu. W 2024 formacja startowała w ramach koalicji zorganizowanej przez Chorwacką Wspólnotę Demokratyczną, utrzymując 1 miejsce w parlamencie kolejnej kadencji.

## Wyniki wyborcze
Wyniki do Zgromadzenia Chorwackiego:
- 1992: 6,7% głosów i 6 mandatów
- 1995: 18,3% głosów i 18 mandatów (koalicja, 2 mandaty dla HNS)
- 2000: 15,6% głosów i 24 mandaty (koalicja, 2 mandaty dla HNS)
- 2003: 8,0% głosów i 11 mandatów (koalicja, 10 mandatów dla HNS)
- 2007: 6,8% głosów i 7 mandatów
- 2011: 40,0% głosów i 80 mandatów (koalicja, 13 mandatów dla HNS-LD)
- 2015: 33,2% głosów i 56 mandatów (koalicja, 9 mandatów dla HNS-LD)
- 2016: 33,5% głosów i 54 mandaty (koalicja, 9 mandatów dla HNS-LD)
- 2016: 33,5% głosów i 54 mandaty (koalicja, 9 mandatów dla HNS-LD)
- 2020: 1,3% głosów i 1 mandat
- 2024: 34,4% głosów i 61 mandatów (koalicja, 1 mandat dla HSU)[12]

## Przewodniczący
- 1990–1994: Savka Dabčević-Kučar
- 1994–2000: Radimir Čačić
- 2000–2008: Vesna Pusić[3]
- 2008–2013: Radimir Čačić
- 2013–2016: Vesna Pusić
- 2016–2017: Ivan Vrdoljak
- 2017: Predrag Štromar (p.o.)
- 2017–2020: Ivan Vrdoljak
- 2020: Predrag Štromar[16]
- 2020–2022: Stjepan Čuraj[17]
- 2022–2024: Mirko Korotaj (p.o.)[18][19]
- od 2024: Krunoslav Lukačić[19]